# Marie Vassiltchikov
Pour les autres membres de la famille, voir famille Vassiltchikov.
« Missie » redirige ici.  Pour l'homophone « Missy », voir Missy.
La princesse Marie Vassiltchikov, ou Wassiltschikow (en russe : Мария Илларионовна Васильчикова, Maria Illarionovna Vassiltchikov), dite « Missie », est née le 29 décembre 1916 (11 janvier 1917 dans le calendrier grégorien) à Petrograd, aujourd'hui Saint-Pétersbourg, et décédée le 12 août 1978 à Londres. Elle fut auteur d'un journal sur les dernières heures de Berlin, à la fin du Troisième Reich.

## Famille
Elle est la fille du prince Hilarion Vassiltchikov, descendant de l'une des plus grandes familles de l'aristocratie russe, membre de la Douma d'Empire sous le règne de Nicolas II et ami proche du premier ministre de Nicolas II, le réformateur Stolypine, et de la Princesse Viazemsky.
Ses frères et sœurs sont : la princesse Irina (1910-1992) ; le prince Alexandre (1912-1938) ; la princesse Tatiana, princesse de Metternich-Winneburg par son mariage en 1941 avec le prince Paul de Metternich-Winneburg (1915-2006) ; Georges, prince Vassiltchikov (1919-2008).
La famille Vassiltchikov émigre en 1919 en France, fuyant la Révolution russe. D'abord installée à Paris, puis en Lituanie où elle possède encore d'importants domaines, elle se fixe à la veille de la Seconde Guerre mondiale en Allemagne.
Le 1er janvier 1940, Missie commence son Journal d’une jeune fille russe à Berlin, 1940-1945.

## Berlin
Bonne linguiste, elle est employée comme secrétaire au sein du ministère des Affaires étrangères du Reich ; elle décrit, de l'intérieur, la vie des Berlinois d'abord insouciante puis progressivement en proie aux bombardements quotidiens, à la faim et à la peur.
Son journal est tout particulièrement intéressant dans la mesure où Marie Vassiltchikov est, de par ses fonctions professionnelles mais aussi ses relations mondaines, l'amie proche de bon nombre des conjurés de l’attentat du 20 juillet 1944 contre Adolf Hitler notamment Adam von Trott zu Solz, Gottfried von Bismark.... L'ambiance des réunions secrètes tenues à l'initiative d'Adam von Trott zu Stolz, Gottfried von Bismarck, de l'ambassadeur Werner von der Schulenbourg est particulièrement intéressante même si l'auteure n'y participe que rarement. L'attentat lui-même, exécuté par le comte Claus von Stauffenberg n'est que peu évoqué. La terrible répression qui s'ensuivit, faisant des centaines de morts, y est décrite au jour le jour, de manière poignante.
L'attentat échoua de peu. Hitler, seulement blessé, ordonna alors une répression qui conduisit à des milliers d'arrestations et à des centaines d'exécutions sommaires. Marie Vassiltchikov, un temps inquiétée par la Gestapo, réussit à fuir à Vienne.
Le récit de Marie Vassiltchikov est, de l'avis de bon nombre d'historiens, un des témoignages les plus directs dont nous disposions sur cet événement majeur de l'histoire de la Seconde Guerre mondiale.

## Après la guerre
Elle se marie à Kitzbühel (Autriche), le 28 janvier 1946, avec un officier de l'armée de libération américaine, Peter Graham Harnden (Londres, 9.4.1913–Cadaqués, 15.10.1971). Ce dernier deviendra un architecte de réputation mondiale.
Le couple s'installe à Paris puis à Barcelone et Cadaqués. Ils auront quatre enfants (Marina Harnden: * 15.9.1948 | Anthony Peter Harnden : Paris, 13.2.1951–Cadaqués, 4.1.1999 | Michael Christopher Harnden : * 10.10.1954 | Alexandra Harnden : *18.3.1956).
Missie meurt à Londres, de leucémie, le 12 août 1978.